# David J. Thouless
David J. Thouless (Bearsden, 21 de septiembre de 1934-Cambridge, 6 de abril de 2019) fue
un físico de materia condensada y ganador del Premio Nobel de Física (2016).
Thouless obtuvo su doctorado en la Universidad de Cornell bajo Hans Bethe. Fue profesor de física matemática en la Universidad de Birmingham en el Reino Unido antes de convertirse en un profesor de física en la Universidad de Washington en Seattle en 1980. Thouless hizo muchos aportes teóricos para la comprensión de la ampliación de los sistemas de átomos y electrones y de nucleones. Áreas que su trabajo ha impactado incluyen fenómenos de superconductividad, las propiedades de materia nuclear y movimientos excitados colectivos dentro de los núcleos.
Thouless fue miembro de la Royal Society, miembro de la American Physical Society, Fellow de la Academia Estadounidense de las Artes y las Ciencias, y miembro de la Academia Nacional de Ciencias de EE. UU. Entre sus muchos premios están el Premio Wolf de Física (1990), la Medalla Dirac del Instituto de Física (1993) y el Premio Nobel de Física (2016) «por los descubrimientos teóricos de las transiciones de fase topológica y fases topológicas de la materia».

## Biografía
Nació en Bearsden, Escocia en 1934, pero creció en Cambridge (Inglaterra). Venía de un hogar de tradición académica: su padre Robert Henry Thouless (1894-1984) fue un reconocido psicólogo, profesor en las Universidades de Mánchester, Glasgow y Cambridge y autor del libro "Straight and Crooked Thinking"  (1930), su madre era la hermana del arzobispo de Coventry. Desde temprana edad se hizo evidente su talento, en particular en matemáticas. 
Su educación media la realizó en Winchester College.  Estudió Física Teórica en la Universidad de Cambridge. Allí conoció a su esposa Margareth, viróloga, con quien tuvo tres hijos: Michael, Christopher y Ellen.
Su primera investigación financiada la realizó en la Universidad de Birmingham bajo la dirección del renombrado físico Rudolf Peierls. Allí encontró por primera vez a Michael Kosterlitz con quien estableció una estrecha colaboración y que compartirá con él el Premio Nobel de Física. En Birmingham se encargó de las clases de Física Matemática entre 1965 y 1978 y ganó reputación por llevar un ritmo difícil de seguir.
En los años 1970 se unió a la fuga de cerebros británicos por las reducciones en presupuesto de investigación y partió, como Profesor Asistente, a la Universidad de Yale y de allí como profesor en la Universidad de Washington en Seattle.

## Vida personal y anécdotas
En su época en Winchester College, ya se destacaba por su talento matemático. Existe la anécdota que, en algunos de los exámenes para beca, algunos de los puntos sólo podían ser resueltos a tiempo si se lograba identificar rápidamente el modo de solución. David Thouless encontraba casi siempre el camino correcto para todos los puntos, mientras muchos de sus compañeros ni siquiera los resolvían. 
David Thouless tenía un carácter tímido y no acostumbraba dar entrevistas. Se tienen anécdotas de su poco sentido práctico. Se cuenta que cuando su esposa estaba esperando uno de sus hijos, David dejó un automóvil durante meses parqueado para cuando llegara el momento. Pero durante el acontecimiento el automóvil no funcionó y tuvo que pedir el automóvil a un vecino. También se cuenta que en su hogar nunca se tuvo televisión y que sus vacaciones eran casi siempre para asistir a conferencias científicas.
Sus hijos recuerdan su amor por la lectura y que su padre siempre les leía algo antes de irse a dormir.

## Obra científica
- Topological Quantum Numbers in Nonrelativistic Physics, World Scientific Publishing Co. Pte Ltd, 1998
- The quantum mechanics of many-body systems (Pure and applied physics series), Academic Press, 1972
- J. M. Kosterlitz & D. J. Thouless, "Ordering, metastability and phase transitions in two-dimensional systems", Journal of Physics C: Solid State Physics, Vol. 6 pages 1181-1203 (1973)
- D. Thouless, M. Kohmoto, M. Nightingale & M. den Nijs, "Quantized Hall Conductance in a Two-Dimensional Periodic Potential", Phys. Rev. Lett. 49, 405 (1982).